# Cock's & Cows
 Der er for få eller ingen kildehenvisninger i denne artikel, hvilket er et problem. Du kan hjælpe ved at angive troværdige kilder til de påstande, som fremføres i artiklen.

Cock's & Cows er en dansk restaurant-kæde, der fokuserer på servering af burgere og cocktails. Kæden har primært restauranter i Storkøbenhavn, men har dog også en enkelt restaurant i Aarhus. 

## Historie
Cock's & Cows har eksisteret siden 2010, hvor kæden åbnede sin første restaurant  i det centrale København.[kilde mangler] Siden har kæden løbende åbnet nye filialer, og Cock’s & Cows har i dag ni restauranter samt en mobil food truck.[kilde mangler] Cock's & Cows' restauranter er fordelt på otte lokationer i Storkøbenhavn,[kilde mangler] samt en enkelt i Aarhus.[kilde mangler]